# Aerosur Paraguay
Aerosur Paraguay fue una marca de su matriz, Aerosur, que se intentó convertir en una aerolínea con base en el Aeropuerto Internacional Silvio Pettirossi, en Asunción, Paraguay y ser subsidiaria de la aerolínea boliviana.
Lamentablemente, la marca nunca se pudo consolidar como una aerolínea legítima y legalmente operativa, solo llegó a ser el nombre para uno de los aviones de la aerolínea boliviana. En 2012, dados los problemas financieros de la compañía matriz AeroSur, la compañía cesó sus operaciones.

## Antiguos destinos
| Países   | Destinos                | Aeropuertos                                | Notas |
| -------- | ----------------------- | ------------------------------------------ | ----- |
| Bolivia  | Santa Cruz de la Sierra | Aeropuerto Internacional Viru Viru         |       |
| Paraguay | Asunción                | Aeropuerto Internacional Silvio Pettirossi | HUB   |

## Antigua flota
| Aeronave       | Número | Introducido | Retirado | Matrícula |
| -------------- | ------ | ----------- | -------- | --------- |
| Boeing 737-200 | 1      | 2009        | 2012     | CP-2438   |